# Long Vương (Shogi)
Long Vương (竜王 Ryūō, đây cũng là tên gọi của quân Xe phong cấp) là một trong tám danh hiệu lớn của giới shogi chuyên nghiệp Nhật Bản, được thành lập từ năm 1988 sau khi tiến lên từ Thập Đẳng (十段, Judan - một danh hiệu lớn của shogi chuyên nghiệp Nhật Bản từ năm 1962 tới 1987, xin đừng nhầm lẫn với danh hiệu Thập Đẳng của cờ vây). Giải đấu tranh danh hiệu này được gọi là Long Vương chiến (竜王戦 Ryūōsen) và được tài trợ bởi Nhật báo Yomiuri, tổ chức bởi Liên đoàn Shogi Nhật Bản.

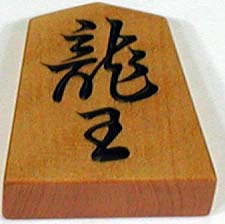
Quân Long Vương - Xe được phong cấp

Trong tất thảy tám danh hiệu lớn của shogi chuyên nghiệp Nhật Bản, Long Vương và Danh Nhân (Meijin) là hai danh hiệu lớn hơn cả nhờ truyền thống lâu đời - sức mạnh của truyền thông khi nói về hai danh hiệu/giải đấu này. Điều này được chứng minh thông qua quy tắc gọi tên một kì thủ khi họ sở hữu danh hiệu, rằng khi họ sở hữu danh hiệu Long Vương/Danh Nhân hay cả hai thì hai danh hiệu đó sẽ được ưu tiên hơn tất cả các danh hiệu khác, không quan tâm kì thủ đó sở hữu bao nhiêu danh hiệu hiện tại hay có mức xếp hạng/danh dự gì.

## Tổng quan

### Lịch sử ra đời
Danh hiệu Long Vương là sự thay thế cho danh hiệu Thập Đẳng (十段, Judan, đi kèm với đó là Thập Đẳng chiến - 十段戦 được tổ chức từ năm 1962 tới 1987 và được tài trợ bởi Nhật báo Yomiuri). Khi đó, Liên đoàn Shogi Nhật Bản đã đưa ra sự cấp thiết về việc đưa ra một giải đấu - danh hiệu có thể có sự thành công toàn diện như Danh Nhân. Khi đó, Nakahara Makoto (Vĩnh thế Danh Nhân đời thứ Mười sáu) đã để Liên đoàn quyết định, còn hai huyền thoại là Oyama Yasuharu (Vĩnh thế Danh Nhân đời thứ Mười lăm - sau đó là Chủ tịch Liên đoàn Shogi Nhật Bản) và Masuda Kozo lại mâu thuẫn quan điểm với nhau. Sau nhiều cuộc thảo luận, danh hiệu mới được tạo ra đã được định hướng về việc sẽ có quỹ tiền thưởng nhiều nhất trong các giải đấu danh hiệu, và danh hiệu Long Vương mới này sẽ có mức độ ưu tiên cao nhất giống như Danh Nhân.

### Tên gọi "Long Vương"
Trước khi có tên gọi là Long Vương - Long Vương chiến, đã có nhiều đề cử khác cho tên gọi của danh hiệu mới này ví dụ như Kì Thần chiến (棋神戦), Tối Cao Phong chiến (最高峰戦), Cự Nhân chiến (巨人戦), Cự Tinh chiến (巨星戦), Kì Bảo chiến (棋宝戦) hay Đạt Nhân chiến (達人戦). Tuy nhiên, những vấn đề của những tên gọi này đã được chỉ ra. Cụ thể, tên Kì Thần chiến bị lo ngại sẽ gây ảnh hưởng không tốt trên khía cạnh tôn giáo, hay cụm từ Cự Nhân (nghĩa là người khổng lồ - tiếng Anh là Giants) có thể gây nhầm lẫn với đội Yomiuri Giants - một đội tuyển bóng chày chuyên nghiệp cũng được tài trợ bởi Nhật báo Yomiuri.
Bản thân tên gọi Long Vương được đề cử khi đó cũng gặp những ý kiến cho rằng nó sẽ khiến mọi người liên tưởng tới đội tuyển bóng chày chuyên nghiệp Chunchi Dragons - "đối thủ truyền kiếp" của Yomiuri Giants, và hơn nữa cũng bị chỉ ra rằng mặc dù được cho là quân cờ mạnh nhất trên bàn cờ khi xuất hiện, quân cờ quan trọng nhất lại là Vương Tướng (mà nếu bị chiếu hết sẽ thua cuộc) nên nếu đặt tên giải đấu là Long Vương chiến và đặt ưu tiên của nó cao hơn Vương Tướng chiến, đó sẽ là sự mỉa mai của câu [ヘボ将棋 王より飛車を 可愛がり - nghĩa nôm na là trong Shogi, quân Vương luôn quý quân Phi Xa nhờ giá trị của nó]. Tuy nhiên tới cuối cùng, tất cả các ứng cử viên cho tên của danh hiệu mới đều bị loại, và tên gọi Long Vương đã được lựa chọn.
Một sự thật rằng tên danh hiệu Long Vương khi sử dụng Hán tự để ghi là 竜王, nhưng quân cờ Long Vương - Phi Xa sau khi được phong cấp trong Shogi lại thường được ghi là 龍王, tức là dạng Tân tự thể của chữ Long (nghĩa là rồng) đã được sử dụng thay vì cách viết cũ. Điều này cũng đã gây ra một số tranh luận nhưng cuối cùng việc sử dụng cách viết mới của chữ Long vẫn được lựa chọn.

### Sự ưu tiên của danh hiệu Long Vương - Danh Nhân
Trong tất thảy tám danh hiệu lớn của Shogi chuyên nghiệp Nhật Bản (bao gồm Long Vương - Danh Nhân - Vương Vị - Duệ Vương - Vương Tọa - Kì Vương - Vương Tướng và Kì Thánh), danh hiệu Long Vương và Danh Nhân được ưu tiên hơn cả, với việc nếu một kì thủ sở hữu Long Vương - Danh Nhân hoặc cả hai danh hiệu này, họ sẽ được ưu tiên gọi là "Long Vương" - "Danh Nhân" hoặc là "Long Vương/Danh Nhân" hơn, không cần quan tâm kì thủ đó sở hữu những danh hiệu khác.
Tính tới hết Long Vương chiến kì 34 (2021), có tất cả 4 kì thủ đã từng sở hữu cùng lúc cả danh hiệu Long Vương và Danh Nhân, đó là:
- Habu Yoshiharu (2 lần, giai đoạn 1994-1996 và 2002-2003)
- Tanigawa Koji (giai đoạn năm 1997)
- Moriuchi Toshiyuki (2 lần, giai đoạn 2003-2004 và năm 2013)
- Toyoshima Masayuki (giai đoạn năm 2019)

## Thể thức[8]

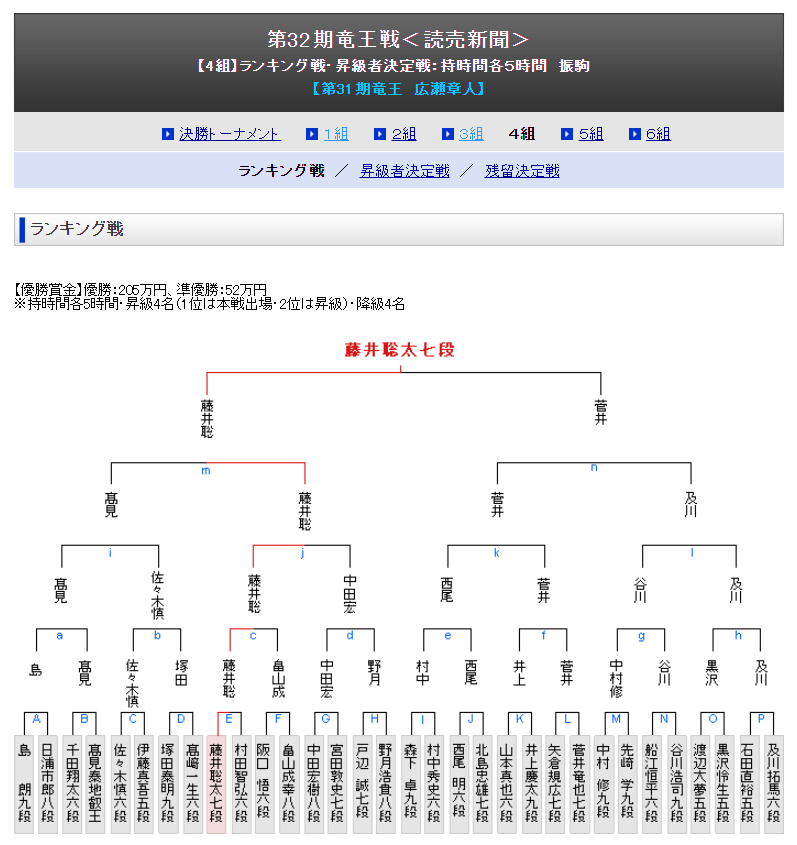
Ví dụ: Giai đoạn Giải đấu Xếp hạng của Long Vương chiến kì 32 - tổ 4, với người chiến thắng là Fujii Sota Thất đẳng.

Một kì Long Vương chiến hoàn chỉnh gồm có ba giai đoạn chính, là Giải đấu Xếp hạng - Xác định Khiêu chiến giả và cuối cùng, sau khi đã tìm ra Khiêu chiến giả là Loạt trận tranh danh hiệu gồm có 7 ván cờ, người chiến thắng trước 4 ván sẽ trở thành đương kim Long Vương. Thể thức này lần đầu tiên được giới thiệu từ kì 19 của Long Vương chiến vào năm 2006 với sự khác biệt trong việc lựa chọn kì thủ thuộc các tổ của Xếp hạng Chiến và sự sắp xếp hai nhánh của giai đoạn Khiêu chiến giả Xác định. Giai đoạn Xếp hạng Chiến thường bắt đầu từ tháng 11-12 năm trước tới khoảng tháng 5-6 của năm sau, Khiêu chiến giả Xác định bắt đầu từ khoảng đầu tháng 6 tới cuối tháng 8/đầu tháng 9 và Loạt trận tranh danh hiệu sẽ bắt đầu từ đầu tháng 10 tới hết năm.

### Sơ loại - Giải đấu Xếp hạng và Playoff

#### Giải đấu Xếp hạng
Giai đoạn đầu tiên của mỗi kì Long Vương chiến là Giải đấu Xếp hạng (ランキング戦, Ranking Tournament trong tiếng Anh), được chia ra làm 6 tổ từ 1 tới 6 (theo thứ tự từ cao tới thấp:1組 - 6組). Giai đoạn này lấy 5 kì thủ tốt nhất từ tổ 1, 2 kì thủ tốt nhất từ tổ 2 và một người chiến thắng từ mỗi tổ còn lại để thu được 11 kì thủ xuất sắc nhất bước vào giai đoạn Xác định Khiêu chiến giả. Thể thức này được sử dụng bắt đầu từ Long Vương chiến kì 19 năm 2006. Ở Xếp hạng Chiến, các kì thủ trong tổ sẽ được bốc thăm để đánh loại trực tiếp (Single Elimination), và tùy vào từng tổ sẽ chọn ra số kì thủ khác nhau và có những thể thức khác nhau. Kể từ Long Vương chiến kì 18 năm 2005 trở về trước, giai đoạn này sẽ lấy 4 kì thủ từ tổ 1, 2 kì thủ từ mỗi tổ 2 và 3, 3 kì thủ xuất sắc nhất ở mỗi tổ còn lại. Do từ năm 2006 có sự thay đổi về việc lấy thêm kì thủ từ tổ 1, số kì thủ được thăng tổ và giáng tổ ở mỗi kì cũng đã được thay đổi.
Dưới đây là bảng mô tả cơ chế hoạt động của Giải đấu Xếp hạng:
| Tổ   | Bao gồm | Suất đi tiếp                                                                                   | Thăng tổ | Giáng tổ | Tiền thưởng                                                | Tiền thưởng                                               | Tiền thưởng                                              |
| Tổ   | Bao gồm | Suất đi tiếp                                                                                   | Thăng tổ | Giáng tổ | (tính từ kì 30)                                            | (tính từ kì 24-29)                                        | (tính từ kì 23 trở về)                                   |
| ---- | --- | ---------------------------------------------------------------------------------------------- | --- | --- | ---------------------------------------------------------- | --------------------------------------------------------- | -------------------------------------------------------- |
| Tổ 1 | 16 kì thủ | 5 kì thủ gồm: - Hai kì thủ tham gia trận Chung kết tổ 1 - Ba kì thủ đạt hạng 3 - 4 và 5 của tổ | - | 4 kì thủ không giành chiến thắng bất cứ ván đấu nào, thất bại ở Vòng 1 của phần Playoff sẽ xuống chơi ở tổ thấp hơn một bậc ở kì tới. | - Chiến thắng tổ 1: 4,6 triệu Yên - Về nhì: 1,15 triệu Yên | - Chiến thắng tổ 1: 4,5 triệu Yên - Về nhì: 1,1 triệu Yên | - Chiến thắng tổ 1: 3,6 triệu Yên - Về nhì: 900 ngàn Yên |
| Tổ 2 | 16 kì thủ | 2 kì thủ tham gia trận Chung kết tổ 2                                                          | 4 kì thủ mỗi tổ, gồm: - Hai kì thủ tham gia trận Chung kết tổ - Hai kì thủ đạt hạng 3 của tổ 4 kì thủ này sẽ lên tổ cao hơn một bậc chơi ở kì tới | 4 kì thủ không giành chiến thắng bất cứ ván đấu nào, thất bại ở Vòng 1 của phần Playoff sẽ xuống chơi ở tổ thấp hơn một bậc ở kì tới. | - Chiến thắng tổ 2: 3,6 triệu Yên - Về nhì: 930 ngàn Yên   | - Chiến thắng tổ 2: 3,5 triệu Yên - Về nhì: 900 ngàn Yên  | - Chiến thắng tổ 2: 2,8 triệu Yên - Về nhì: 700 ngàn Yên |
| Tổ 3 | 16 kì thủ | 1 kì thủ mỗi tổ, là kì thủ chiến thắng trận Chung kết tổ                                       | 4 kì thủ mỗi tổ, gồm: - Hai kì thủ tham gia trận Chung kết tổ - Hai kì thủ đạt hạng 3 của tổ 4 kì thủ này sẽ lên tổ cao hơn một bậc chơi ở kì tới | 4 kì thủ không giành chiến thắng bất cứ ván đấu nào, thất bại ở Vòng 1 của phần Playoff sẽ xuống chơi ở tổ thấp hơn một bậc ở kì tới. | - Chiến thắng tổ 3: 2,6 triệu Yên - Về nhì: 620 ngàn Yên   | - Chiến thắng tổ 3: 2,5 triệu Yên - Về nhì: 600 ngàn Yên  | - Chiến thắng tổ 3: 2 triệu Yên - Về nhì: 500 ngàn Yên   |
| Tổ 4 | 32 kì thủ | 1 kì thủ mỗi tổ, là kì thủ chiến thắng trận Chung kết tổ                                       | 4 kì thủ mỗi tổ, gồm: - Hai kì thủ tham gia trận Chung kết tổ - Hai kì thủ đạt hạng 3 của tổ 4 kì thủ này sẽ lên tổ cao hơn một bậc chơi ở kì tới | 4 kì thủ không giành chiến thắng bất cứ ván đấu nào, thất bại ở Vòng 1 của phần Playoff sẽ xuống chơi ở tổ thấp hơn một bậc ở kì tới. | - Chiến thắng tổ 4: 2,05 triệu Yên - Về nhì: 520 ngàn Yên  | - Chiến thắng tổ 4: 2 triệu Yên - Về nhì: 500 ngàn Yên    | - Chiến thắng tổ 4: 1,6 triệu Yên - Về nhì: 400 ngàn Yên |
| Tổ 5 | 32 kì thủ | 1 kì thủ mỗi tổ, là kì thủ chiến thắng trận Chung kết tổ                                       | 4 kì thủ mỗi tổ, gồm: - Hai kì thủ tham gia trận Chung kết tổ - Hai kì thủ đạt hạng 3 của tổ 4 kì thủ này sẽ lên tổ cao hơn một bậc chơi ở kì tới | 4 kì thủ không giành chiến thắng bất cứ ván đấu nào, thất bại ở Vòng 1 của phần Playoff sẽ xuống chơi ở tổ thấp hơn một bậc ở kì tới. | - Chiến thắng tổ 5: 1,55 triệu Yên - Về nhì: 410 ngàn Yên  | - Chiến thắng tổ 5: 1,5 triệu Yên - Về nhì: 400 ngàn Yên  | - Chiến thắng tổ 5: 1,2 triệu Yên - Về nhì: 300 ngàn Yên |
| Tổ 6 | Tất cả các kì thủ còn lại và: - 4 Nữ Lưu kì sĩ xuất sắc nhất - 5 Kì thủ nghiệp dư xuất sắc - 1 Kì thủ tới từ Trường Đào tạo Kỳ thủ trẻ | 1 kì thủ mỗi tổ, là kì thủ chiến thắng trận Chung kết tổ                                       | 4 kì thủ mỗi tổ, gồm: - Hai kì thủ tham gia trận Chung kết tổ - Hai kì thủ đạt hạng 3 của tổ 4 kì thủ này sẽ lên tổ cao hơn một bậc chơi ở kì tới | - | - Chiến thắng tổ 6: 930 ngàn Yên - Về nhì: 200 ngàn Yên    | - Chiến thắng tổ 6: 900 ngàn Yên - Về nhì: 200 ngàn Yên   | - Chiến thắng tổ 6: 700 ngàn Yên - Về nhì: 170 ngàn Yên  |

#### Playoff
Sau khi kết thúc Giải đấu Xếp hạng, các kì thủ không thể lọt vào tới trận Chung kết của nó (ngoại trừ Nữ Lưu kì sĩ - kì thủ nghiệp dư và Kì thủ tới từ Hội Tưởng Lệ ở tổ 6) sẽ tiếp tục thi đấu Playoff để xác định những điều sau đây:
- Với tổ 1, giai đoạn Playoff sẽ lựa chọn ra thêm ba kì thủ đứng hạng 3 - 4 và 5 tham gia Xác định Khiêu chiến giả
- Từ tổ 2 cho tới tổ 6, giai đoạn Playoff lựa chọn ra hai kì thủ đồng hạng ba của tổ đó được thăng tổ vào kì Long Vương chiến tiếp theo.
- Từ tổ 1 cho tới tổ 5, những kì thủ toàn thua trong GIải đấu Xếp hạng và sau đó tiếp tục toàn thua trong Playoff sẽ bị giáng tổ và phải chơi ở tổ thấp hơn một bậc vào Long Vương chiến kì tiếp theo.

Tuy đánh theo thể thức loại trực tiếp ở giai đoạn Giải đấu Xếp hạng, kì thủ đã nhận một thất bại sẽ chưa phải dừng thi đấu tại Long Vương chiến ngay lập tức mà sẽ tiếp tục cơ hội thi đấu tại Playoff để có thể thăng tổ/trụ tổ trước khi nhận thất bại thứ hai và phải dừng lại hoặc bị giáng tổ. Quy tắc chung của việc giáng tổ là kì thủ đó không thể giành được bất cứ một ván thắng nào trong cả hai giai đoạn là Giải đấu Xếp hạng và Playoff trước khi nhận lấy đủ hai/ba ván thua (tùy từng tổ).
Ở tổ 1, cơ chế của Playoff như sau: 

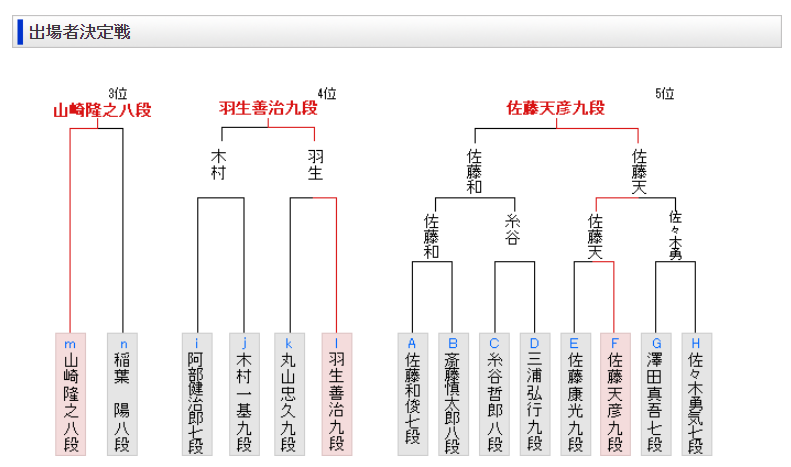
Ví dụ: Giai đoạn Playoff của Long Vương chiến kì 34 - Tổ 1. Ba kì thủ đi tiếp là Yamazaki Takayuki Bát đẳng (3) - Habu Yoshiharu Cửu đẳng (4) và Sato Amahiko (5). 4 kì thủ bị giáng tổ là Saito Shintaro Bát đẳng - Miura Hiroyuki Cửu đẳng - Sato Yasumitsu Cửu đẳng và Sawada Shingo Thất đẳng

- Hai kì thủ thất bại trong trận Bán kết tổ 1 thi đấu với nhau, người chiến thắng sẽ đạt hạng 3 tổ 1.
- Bốn kì thủ thất bại trong trận Tứ kết tổ 1 thi đấu loại trực tiếp hai lượt, người chiến thắng cuối cùng sẽ đạt hạng 4 tổ 1.
- Tám kì thủ thất bại ở vòng 1 của tổ 1 thi đấu loại trực tiếp ba lượt, người chiến thắng cuối cùng sẽ đạt hạng 5 tổ 1 và 4 kì thủ thất bại ngay trong lượt đầu tiên sẽ bị giáng xuống tổ 2.
- Ba kì thủ đạt hạng 3 - 4 và 5 của tổ 1 sẽ cùng với người chiến thắng tổ 1 và người về nhì (hạng 2 tổ 1) tham gia giai đoạn Xác định Khiêu chiến giả.

Ở tổ 2 trở xuống, cơ chế của Playoff có những điểm sau đây: 

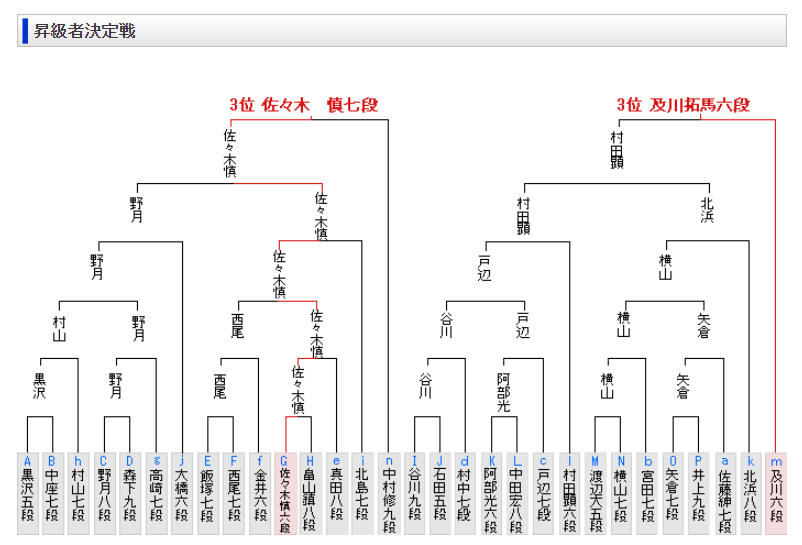
Ví dụ: Giai đoạn Playoff đầu tiên của Long Vương chiến kì 34 - Tổ 4 với hai kì thủ đồng hạng 3 là Sasaki Makoto Thất đẳng và Oikawa Takuma Lục đẳng.

- Playoff sẽ được chia làm hai nhóm riêng biệt, với người chiến thắng ở mỗi nhóm sẽ cùng với người chiến thắng tổ đó và người thất bại trong trận Chung kết thăng lên tổ cao hơn. Ở mỗi nhóm, dựa vào vòng mà kì thủ thất bại, kì thủ đó sẽ được xếp vị trí từ cao tới thấp, và tất cả các kì sĩ thi đấu theo thể thức bậc thang (Ladder tournament, có thể đơn hoặc đôi) để lựa chọn ra người chiến thắng cuối cùng mỗi nhóm.
- Ngoài ra ở mỗi nhóm, 4 kì thủ thất bại ngay từ vòng đấu đầu tiên của giai đoạn Playoff và cũng là 4 kì thủ không giành được chiến thắng nào từ Giải đấu Xếp hạng sẽ bị giáng xuống tổ thấp hơn một bậc vào kì tiếp theo.
- Riêng đối với tổ 4 và tổ 5, số kì thủ thất bại từ vòng đầu là 8, nên họ sẽ được bốc thăm bắt cặp thi đấu đôi một với nhau thêm một lần nữa, và 4 kì thủ thất bại sẽ bị giáng xuống tổ thấp hơn một bậc vào kì tới.[8]

#### Đối với các đối tượng tham gia không phải kì thủ chuyên nghiệp.
Tổ 6 của Long Vương chiến trong giai đoạn Giải đấu Xếp hạng ngoài sự xuất hiện của tất cả các kì thủ chuyên nghiệp không ở 5 tổ từ 1 tới 5, tổ này còn có sự xuất hiện của:
- 4 Nữ Lưu kì sĩ xuất sắc nhất (lần đầu tiên có sự xuất hiện của Nữ Lưu kì sĩ từ Long Vương chiến kì 7 năm 1994[12] với 2 suất, sau này được nâng lên 4 suất ở Long Vương chiến kì 22 năm 2009[13])
- 5 kì thủ nghiệp dư xuất sắc (4 kì thủ được chọn ra từ top 4 giải Long Vương chiến nghiệp dư, một kì thủ là người chiến thắng giải Danh Nhân nghiệp dư)
- 1 kì thủ tới từ Hội Tưởng Lệ (Lần đầu tiên xuất hiện từ Long Vương chiến kì 25 năm 2012[14])

Tổ 6 sẽ luôn sắp xếp để các Nữ Lưu kì sĩ và kì thủ nghiệp dư (gồm cả kì thủ tới từ Hội Tưởng Lệ) không gặp nhau cho tới vòng Bán kết của tổ này. Từ kì 28 trở về trước, vòng đấu đầu tiên ở tổ 6 của các đối tượng không phải kì thủ chuyên nghiệp sẽ luôn phải thi đấu với những kì thủ chuyên nghiệp Tứ đẳng lần đầu tiên tham gia Long Vương chiến, nhưng yêu cầu này đã được loại bỏ từ kì 29.
Đối với những đối tượng này, họ vẫn có thể được thăng lên tổ 5 hoặc cao hơn tuy nhiên chỉ có thể được làm điều này thông qua việc chiến thắng Xếp hạng Chiến và cho tới hết Long Vương chiến kì 34, vẫn chưa có bất cứ ai thuộc những đối tượng này thành công thăng tổ lên tổ 5. Những kết quả tốt nhất của họ đều là lọt tới vòng Bán kết. (Amano Takashi nghiệp dư ở Long Vương chiến kì 4, Nishiyama Tomoka Nữ Lưu Tam quán ở Long Vương chiến kì 33 và Oyama Reo nghiệp dư ở Long Vương chiến kì 34)
Thành tích tốt nhất của những đối tượng này tại Long Vương chiến là:
- Kì thủ nghiệp dư: Oyama Reo nghiệp dư (Long Vương chiến kì 34, 4-1)
- Nữ Lưu kì sĩ: Shimizu Ichiyo Nữ Lưu Tam quán (Long Vương chiến kì 19[9], 2-1)
- Kì thủ Hội Tưởng Lệ: Nishiyama Tomoka Tam đẳng (Long Vương chiến kì 33, 4-1)

Vào tháng 2/2021, Liên đoàn Shogi Nhật Bản đã thông báo về việc một Nữ Lưu kì sĩ - kì thủ nghiệp dư có thể thông qua việc chiến thắng một tổ bất kì trong giai đoạn Giải đấu Xếp hạng của Long Vương chiến để ngay lập tức đủ điều kiện tham gia Kỳ thi Kết nạp Kì thủ chuyên nghiệp (棋士編入試験) , hoặc đối với kì thủ đang trực thuộc Hội Tưởng Lệ sẽ nhận thưởng 1 điểm thăng cấp (với 2 điểm thăng cấp, kì thủ đó sẽ ngay lập tức trở thành kì thủ chuyên nghiệp), tuy nhiên vẫn chưa có ai không phải kì thủ chuyên nghiệp đạt được điều kiện này.
Thời gian của các ván cờ
- Đối với Giải đấu Xếp hạng, Playoff nhằm mục đích thăng tổ và toàn bộ Playoff của tổ 1, mỗi ván đấu sẽ có 5 tiếng byoyomi[21] 1 phút

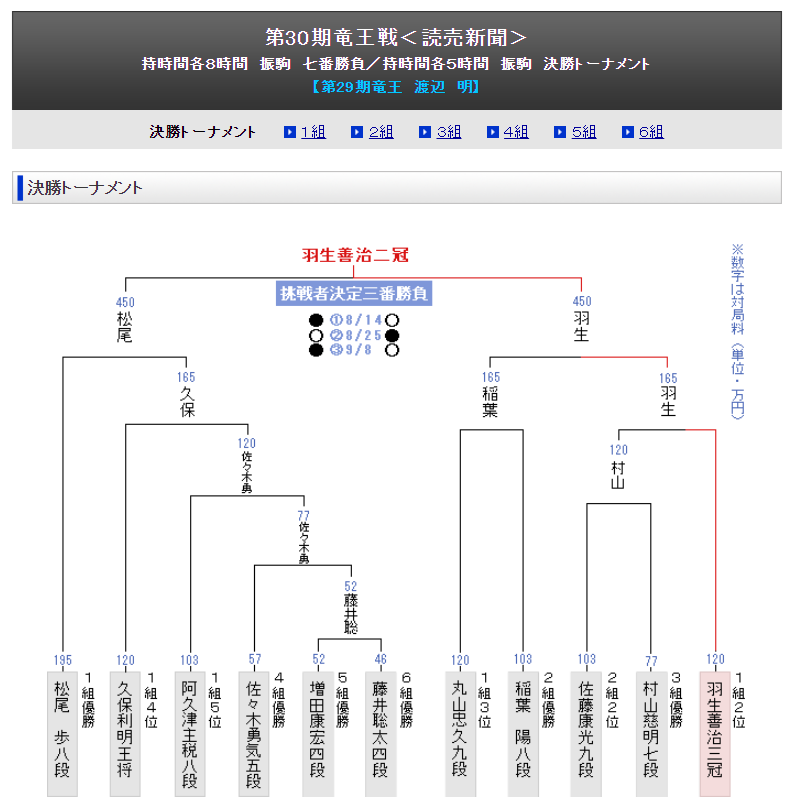
Giai đoạn Khiêu chiến giả Xác định của Long Vương chiến kì 30.

- Giai đoạn Khiêu chiến giả Xác định của Long Vương chiến kì 30.Đối với Playoff nhằm mục đích giáng tổ ở tổ 4 - 5, mỗi ván đấu sẽ có 3 tiếng byoyomi[21] 1 phút

### Xác định Khiêu chiến giả
Sau khi kết thúc giai đoạn Giải đấu Xếp hạng, giai đoạn tiếp theo của một kì Long Vương chiến là Xác định Khiêu chiến giả(決勝トーナメント), bao gồm 11 kì thủ:
- 5 kì thủ (Chiến thắng - hạng 2~5) tới từ tổ 1.
- 2 kì thủ (Tham gia trận Chung kết) tới từ tổ 2.
- 1 kì thủ mỗi tổ còn lại, là kì thủ chiến thắng tổ đó.

Ở giai đoạn này, vị trí của các kì thủ trong Giải đấu Xếp hạng sẽ ảnh hưởng trực tiếp tới vị trí mà kì thủ đó xuất phát. Ở trận Chung kết Xác định Khiêu chiến giả thay vì chỉ đánh 1 ván, loạt Chung kết này yêu cầu 3 ván đấu, với kì thủ nào thắng trước hai ván đấu sẽ trở thành Long Vương khiêu chiến giả. Trong giai đoạn Xác định Khiêu chiến giả này, ở mỗi ván cờ một kì thủ sẽ có 5 tiếng byoyomi một phút thời gian. Dưới đây là sơ đồ thể hiện cơ cấu của giai đoạn này:
| Cơ cấu Xác định Khiêu chiến giả kể từ Long Vương chiến kì 19 | Cơ cấu Xác định Khiêu chiến giả kể từ Long Vương chiến kì 19 | Cơ cấu Xác định Khiêu chiến giả kể từ Long Vương chiến kì 19 | Cơ cấu Xác định Khiêu chiến giả kể từ Long Vương chiến kì 19 | Cơ cấu Xác định Khiêu chiến giả kể từ Long Vương chiến kì 19 | Cơ cấu Xác định Khiêu chiến giả kể từ Long Vương chiến kì 19 | Cơ cấu Xác định Khiêu chiến giả kể từ Long Vương chiến kì 19                        |
| ------------------------------------------------------------ | ------------------------------------------------------------ | ------------------------------------------------------------ | ------------------------------------------------------------ | ------------------------------------------------------------ | ------------------------------------------------------------ | ----------------------------------------------------------------------------------- |
| Chiến thắng tổ 1                                             | -                                                            | -                                                            | -                                                            | -                                                            | Bán kết                                                      | Chung kết - Loạt trận 3 ván Kì thủ thắng trước hai ván ⇒ Long Vương khiêu chiến giả |
| Hạng 4 tổ 1                                                  | -                                                            | -                                                            | -                                                            | Vòng 4                                                       | Bán kết                                                      | Chung kết - Loạt trận 3 ván Kì thủ thắng trước hai ván ⇒ Long Vương khiêu chiến giả |
| Hạng 5 tổ 1                                                  | -                                                            | -                                                            | Vòng 3                                                       | Vòng 4                                                       | Bán kết                                                      | Chung kết - Loạt trận 3 ván Kì thủ thắng trước hai ván ⇒ Long Vương khiêu chiến giả |
| Chiến thắng tổ 4                                             | -                                                            | Vòng 2                                                       | Vòng 3                                                       | Vòng 4                                                       | Bán kết                                                      | Chung kết - Loạt trận 3 ván Kì thủ thắng trước hai ván ⇒ Long Vương khiêu chiến giả |
| Chiến thắng tổ 5                                             | Vòng 1                                                       | Vòng 2                                                       | Vòng 3                                                       | Vòng 4                                                       | Bán kết                                                      | Chung kết - Loạt trận 3 ván Kì thủ thắng trước hai ván ⇒ Long Vương khiêu chiến giả |
| Chiến thắng tổ 6                                             | Vòng 1                                                       | Vòng 2                                                       | Vòng 3                                                       | Vòng 4                                                       | Bán kết                                                      | Chung kết - Loạt trận 3 ván Kì thủ thắng trước hai ván ⇒ Long Vương khiêu chiến giả |
| Nhánh Trái ↑↑                                                |                                                              |                                                              |                                                              |                                                              | Nhánh Phải ↓↓                                                | Chung kết - Loạt trận 3 ván Kì thủ thắng trước hai ván ⇒ Long Vương khiêu chiến giả |
| Hạng 3 tổ 1                                                  | Vòng 4                                                       | Vòng 4                                                       | Vòng 4                                                       | Vòng 4                                                       | Bán kết                                                      | Chung kết - Loạt trận 3 ván Kì thủ thắng trước hai ván ⇒ Long Vương khiêu chiến giả |
| Chiến thắng tổ 2                                             | Vòng 4                                                       | Vòng 4                                                       | Vòng 4                                                       | Vòng 4                                                       | Bán kết                                                      | Chung kết - Loạt trận 3 ván Kì thủ thắng trước hai ván ⇒ Long Vương khiêu chiến giả |
| Hạng 2 tổ 2                                                  | Vòng 3                                                       | Vòng 3                                                       | Vòng 3                                                       | Vòng 4                                                       | Bán kết                                                      | Chung kết - Loạt trận 3 ván Kì thủ thắng trước hai ván ⇒ Long Vương khiêu chiến giả |
| Chiến thắng tổ 3                                             | Vòng 3                                                       | Vòng 3                                                       | Vòng 3                                                       | Vòng 4                                                       | Bán kết                                                      | Chung kết - Loạt trận 3 ván Kì thủ thắng trước hai ván ⇒ Long Vương khiêu chiến giả |
| Hạng 2 tổ 1                                                  | -                                                            | -                                                            | -                                                            | Vòng 4                                                       | Bán kết                                                      | Chung kết - Loạt trận 3 ván Kì thủ thắng trước hai ván ⇒ Long Vương khiêu chiến giả |

| Cơ cấu Xác định Khiêu chiến giả kể từ Long Vương chiến kì 18 trở về trước | Cơ cấu Xác định Khiêu chiến giả kể từ Long Vương chiến kì 18 trở về trước | Cơ cấu Xác định Khiêu chiến giả kể từ Long Vương chiến kì 18 trở về trước | Cơ cấu Xác định Khiêu chiến giả kể từ Long Vương chiến kì 18 trở về trước | Cơ cấu Xác định Khiêu chiến giả kể từ Long Vương chiến kì 18 trở về trước | Cơ cấu Xác định Khiêu chiến giả kể từ Long Vương chiến kì 18 trở về trước           |
| ------------------------------------------------------------------------- | ------------------------------------------------------------------------- | ------------------------------------------------------------------------- | ------------------------------------------------------------------------- | ------------------------------------------------------------------------- | ----------------------------------------------------------------------------------- |
| Chiến thắng tổ 4                                                          | Vòng 2                                                                    | Vòng 2                                                                    | Vòng 3                                                                    | Bán kết                                                                   | Chung kết - Loạt trận 3 ván Kì thủ thắng trước hai ván ⇒ Long Vương khiêu chiến giả |
| Hạng 2 tổ 3                                                               | Vòng 2                                                                    | Vòng 2                                                                    | Vòng 3                                                                    | Bán kết                                                                   | Chung kết - Loạt trận 3 ván Kì thủ thắng trước hai ván ⇒ Long Vương khiêu chiến giả |
| Chiến thắng tổ 1                                                          | -                                                                         | -                                                                         | Vòng 3                                                                    | Bán kết                                                                   | Chung kết - Loạt trận 3 ván Kì thủ thắng trước hai ván ⇒ Long Vương khiêu chiến giả |
| Hạng 3 tổ 1                                                               | Vòng 3                                                                    | Vòng 3                                                                    | Vòng 3                                                                    | Bán kết                                                                   | Chung kết - Loạt trận 3 ván Kì thủ thắng trước hai ván ⇒ Long Vương khiêu chiến giả |
| Hạng 2 tổ 2                                                               | Vòng 3                                                                    | Vòng 3                                                                    | Vòng 3                                                                    | Bán kết                                                                   | Chung kết - Loạt trận 3 ván Kì thủ thắng trước hai ván ⇒ Long Vương khiêu chiến giả |
| Nhánh Trái ↑↑                                                             |                                                                           |                                                                           |                                                                           | Nhánh Phải ↓↓                                                             | Chung kết - Loạt trận 3 ván Kì thủ thắng trước hai ván ⇒ Long Vương khiêu chiến giả |
| Chiến thắng tổ 2                                                          | -                                                                         | -                                                                         | Vòng 3                                                                    | Bán kết                                                                   | Chung kết - Loạt trận 3 ván Kì thủ thắng trước hai ván ⇒ Long Vương khiêu chiến giả |
| Hạng 3 tổ 1                                                               | -                                                                         | -                                                                         | Vòng 3                                                                    | Bán kết                                                                   | Chung kết - Loạt trận 3 ván Kì thủ thắng trước hai ván ⇒ Long Vương khiêu chiến giả |
| Hạng 2 tổ 1                                                               | -                                                                         | -                                                                         | Vòng 3                                                                    | Bán kết                                                                   | Chung kết - Loạt trận 3 ván Kì thủ thắng trước hai ván ⇒ Long Vương khiêu chiến giả |
| Chiến thắng tổ 3                                                          | -                                                                         | Vòng 2                                                                    | Vòng 3                                                                    | Bán kết                                                                   | Chung kết - Loạt trận 3 ván Kì thủ thắng trước hai ván ⇒ Long Vương khiêu chiến giả |
| Chiến thắng tổ 5                                                          | Vòng 1                                                                    | Vòng 2                                                                    | Vòng 3                                                                    | Bán kết                                                                   | Chung kết - Loạt trận 3 ván Kì thủ thắng trước hai ván ⇒ Long Vương khiêu chiến giả |
| Chiến thắng tổ 6                                                          | Vòng 1                                                                    | Vòng 2                                                                    | Vòng 3                                                                    | Bán kết                                                                   | Chung kết - Loạt trận 3 ván Kì thủ thắng trước hai ván ⇒ Long Vương khiêu chiến giả |

### Loạt trận tranh danh hiệu
Đương kim Long Vương và người chiến thắng giai đoạn Xác định Khiêu chiến giả sẽ thi đấu với nhau trong một loạt 7 ván cờ nhằm tranh danh hiệu Long Vương, người thắng trước 4 ván sẽ trở thành người sở hữu danh hiệu Long Vương. Loạt trận 7 ván này được tổ chức ở các địa điểm - thường là khách sạn lớn khắp Nhật Bản. Từ kì Long Vương chiến kì 29 trở về trước, ván đấu đầu tiên thường được tổ chức ngoài Nhật Bản (xem danh sách ở dưới), tuy nhiên từ kì 30 trở đi - ván đấu đầu tiên được tổ chức ở Nhà hát kịch Noh tại Cerulean Tower (セルリアンタワー能楽堂) và mở cửa cho khán giả tới xem.
Mỗi ván đấu, kì thủ tham gia sẽ có 8 tiếng thời gian suy nghĩ và ván đấu diễn ra trong hai ngày, với một nước niêm phong được thực hiện vào cuối ngày thi đấu đầu tiên, để đảm bảo rằng kì thủ đưa ra nước niêm phong này sẽ không có lợi thế khi giấu nước đi này.

#### Địa điểm tổ chức các ván đấu ngoài Nhật Bản:
- Kì 3 (1990): Frankfurt, Đức
- Kì 4 (1991): Băng Cốc, Thái Lan
- Kì 5 (1992): Luân Đôn, Anh
- Kì 6 (1993): Singapore
- Kì 7 (1994): Paris, Pháp
- Kì 8 (1995): Bắc Kinh, Trung Hoa
- Kì 9 (1996): Los Angeles, Mỹ
- Kì 10 (1997): Gold Coast, Úc
- Kì 11 (1998): New York, Mỹ
- Kì 13 (2000): Thượng Hải, Trung Quốc
- Kì 15 (2002): Đài Bắc, Đài Loan
- Kì 17 (2004): Seoul, Hàn Quốc
- Kì 19 (2006): San Francisco, Mỹ
- Kì 21 (2008): Paris, Pháp
- Kì 27 (2014): Hawaii, Mỹ.

## Danh dự Vĩnh thế Long Vương
Vĩnh thế Long Vương (永世竜王 - Eisei Ryuou) là danh dự được trao cho một kì thủ khi họ đạt được một trong hai điều kiện sau đây:
- Giành danh hiệu Long Vương đủ 7 lần.
- Giành danh hiệu Long Vương 5 lần liên tiếp.

Qua 34 kì tranh đấu tất cả (31/8/2022), đã có hai kì thủ đạt đủ điều kiện để có thể nhận được danh dự Vĩnh thế Long Vương này, đó là:
- Watanabe Akira (2008, giành danh hiệu Long Vương 5 lần liên tiếp)[22]
- Habu Yoshiharu (2017, giành danh hiệu Long Vương đủ 7 lần)[23]

Lưu ý rằng giống như các danh dự Vĩnh thế của các danh hiệu khác, một kì thủ chỉ được gọi là Vĩnh thế Long Vương khi đã ngừng hoạt động Shogi chuyên nghiệp.

## Danh sách những kỳ thủ đã giành danh hiệu[24]
Tên kì thủ được in đậm để chỉ năm/kì mà kì thủ đã đạt đủ điều kiện cho danh dự Vĩnh thế Long Vương.